# Cristóbal de Torres
Fray Cristóbal de Torres y Motones, O.P. (Burgos, 23 de diciembre de 1573-Santafé, 8 de julio de 1654) fue un sacerdote dominico español. Se destacó como teólogo y docente en Burgos y Sevilla, adquiriendo notoria influencia y prestigio. Es el fundador del Colegio Mayor de Nuestra Señora del Rosario, una prestigiosa universidad colombiana de educación superior, en 1653.

## Biografía
Hijo del matrimonio de Juan de Torres y Águeda de Motones. Ingresó, a temprana edad, a la orden de los dominicos, siendo ordenado el miércoles 28 de marzo de 1590, desde muy joven fue encargado de dictar cátedras de arte y teología en los conventos de su ciudad natal, en 1612 fue nombrado Prior del convento de Burgos, el 10 de enero de 1617 fue nombrado predicador de Palacio en la corte de Felipe III, cargo que continuó desempeñando en el reinado de Felipe IV, quien sucedió a su antecesor, en 1621.
En 1635 es designado por el rey Felipe IV como arzobispo de Santafé (Bogotá), sede episcopal que regentaría hasta su muerte. La llegada de fray Cristóbal al Nuevo Mundo se vio motivada por el fallecimiento de Bernardino de Almansa y Carrión, por ese entonces arzobispo de Santafé, en 1633. En compañía de su hermana Ana María y sus sobrinos, llegó a Cartagena de Indias en agosto de 1635, recibió el palio arzobispal de manos del obispo fray Luis Fernández de Córdoba y Ronquillo de allí procedió a viajar por el río Magdalena hasta Honda, y luego prosiguió por tierra hasta Santafé, a donde llegó el 8 de septiembre a instalarse definitivamente.
En su gestión como arzobispo, estableció la celebración de la fiesta del Corpus Christi y respaldó generosamente las obras de caridad que se realizan en distintas partes de su jurisdicción (que comprendía todo el Nuevo Reino de Granada), por lo que se enfrenta en varias ocasiones con el presidente de la Real Audiencia de turno, siendo acusado de dilapidar la fortuna de la iglesia en gastos en boticas para indigentes y servicios médicos para las personas más pobres del virreinato al punto de no tener casi recursos para sufragar el funcionamiento del arzobispado, pues pagaba tales gastos de su propio peculio.

## Lucha por la comunión de los indígenas americanos

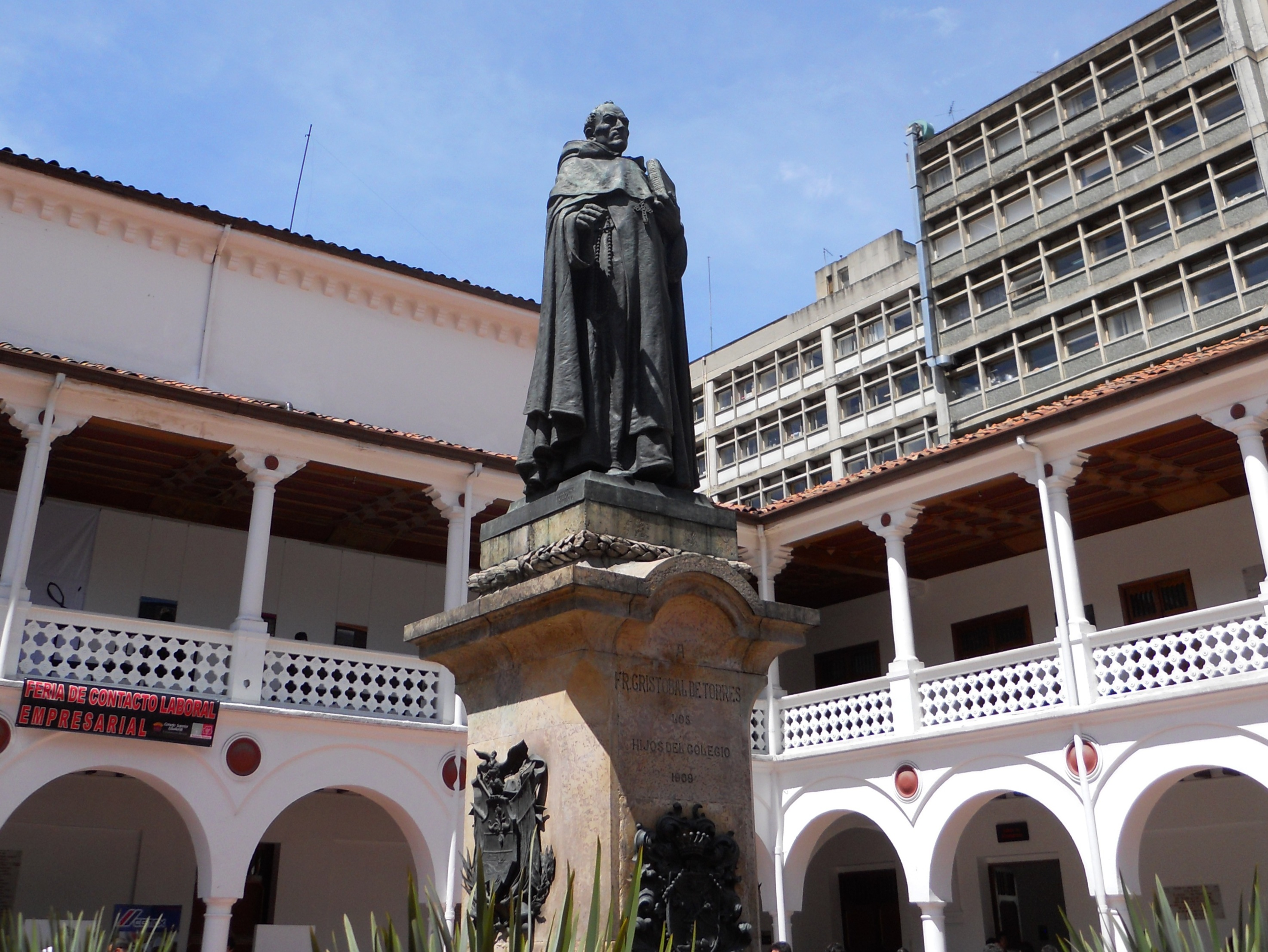
Estatua de Fray Cristóbal de Torres en el claustro del Colegio Mayor de Nuestra Señora del Rosario. Obra de Dionisio Renart (1909).

Ya en América, se convierte en un gran reformador, uno de sus logros más reconocidos fue el ser el primer clérigo en permitir la comunión de los indígenas en 1636; ello después de ser persuadido por sacerdotes jesuitas sobre la importancia de mejorar las relaciones de la iglesia con los pueblos indígenas, es por ello que expidió un decreto en 1636 que ordenaba a los curas y demás evagelizadores preparar a los aborígenes para recibir la eucaristía y la comunión. En agradecimiento, los indígenas de Gachancipá le obsequiaron una mitra hecha de paja.

## Fundación Universidad del Rosario
En abril de 1645, protocolizó su proyecto de crear un nuevo Colegio Mayor en Santa Fe, como forma de acabar con la rivalidad entre la Universidad Santo Tomás y la Academia Javeriana (hoy Universidad Javeriana), y de traer las doctrinas tomistas al Nuevo Mundo; para ello, adquirió un predio a pocas cuadras de la plaza principal, donde ordenó la construcción de un Claustro académico, así como la compra de las haciendas Calandayma y San Vicente, para asegurar los recursos para su nueva institución educativa. En 1651, después de donar a la Corona Española 40 000 ducados en plata y 1600 pesos, para auxiliarle en la guerra que libraba contra los franceses en Barcelona, obtuvo la autorización para fundar la Universidad, el 18 de diciembre de 1653 consigue fundar el Colegio Mayor de Nuestra Señora del Rosario (hoy Universidad del Rosario); su colegio mayor, creado a imagen y semejanza del Colegio Mayor de Salamanca, donde se enseñarían las facultades mayores: Derecho canónico, Leyes y Medicina, pronto se convierte en la institución educativa más prestigiosa del Nuevo Reino, siendo aún hoy en día la universidad más trascendente de Colombia.
Por su devoción a la virgen María y al Rosario, fray Cristóbal recibió del rey el título de "Restaurador del Santísimo Rosario". Es por ello que nombró a su universidad como Colegio Mayor de Nuestra Señora del Rosario.
| Predecesor: Bernardino de Almansa y Carrión | Arzobispo metropolitano de Santa Fe de Bogotá 8 de enero de 1635 - 8 de julio de 1654 | Sucesor: Juan de Dios Aguinao |